# Empereur du Japon
 (avril 2018).
Si vous disposez d'ouvrages ou d'articles de référence ou si vous connaissez des sites web de qualité traitant du thème abordé ici, merci de compléter l'article en donnant les références utiles à sa vérifiabilité et en les liant à la section « Notes et références ».
L'empereur du Japon (天皇, Tennō, littéralement Souverain du ciel ou Souverain céleste) est le chef de l'État monarchique du Japon. Selon la Constitution promulguée en 1947 lors de l'occupation ayant suivi la Seconde Guerre mondiale, le monarque a un rôle uniquement symbolique (en tant que symbole du Japon et de l'unité du peuple japonais) et détient sa fonction des citoyens japonais.
L'empereur actuel, Naruhito, est l'héritier d'une succession que la tradition présente comme ininterrompue et que la légende fait commencer en 660 av. J.C. avec l'empereur Jinmu, qui descend de la déesse du Soleil Amaterasu, elle-même fille des dieux démiurges créateurs du monde terrestre (l'archipel japonais) : Izanagi et Izanami.
Pour les partisans du culte impérial, dont l'influence fut prédominante lors de l'expansion de l'ère Shōwa, l'empereur avait un statut divin, symbolisé par les insignes impériaux. Ce statut a fait l'objet d'une remise en question lors de l'occupation du pays par les forces américaines, ces dernières obligeant en conséquence Hirohito à renoncer officiellement, en janvier 1946, à sa nature de « divinité incarnée » (akitsumikami) sans toutefois renoncer à son ascendance divine.
La liste officielle actuelle comprend 126 souverains (dont Naruhito), parmi lesquels on trouve huit impératrices (dont deux ont régné sous deux noms différents).
Le pouvoir impérial a souvent été usurpé de fait par des chefs de familles puissantes, dont les mieux connus sont les shoguns. Pour échapper aux pressions et conserver leur pouvoir, certains empereurs « retirés » ont fait le choix de laisser le trône à des membres de leur famille, tout en exerçant leur contrôle depuis les coulisses.
Après avoir résidé plusieurs siècles au Kyōto-gosho à Kyoto, les empereurs se sont installés au milieu du XIXe siècle dans l'ancien château d'Edo (Tokyo), devenu Palais impérial : Kyūjō (宮城) ou Kōkyo (皇居). L'Agence impériale (宮内庁, kunaichō), située sur le domaine du Kōkyo, gère presque tout ce qui concerne le monarque et sa famille : service du palais et menus, santé, sécurité, déplacements et emploi du temps officiel.

## Titulature
Jusqu'au milieu du VIIe siècle, le titre du souverain japonais était Amenoshita shiroshimesu ōkimi (治天下大王, littéralement « Grand roi dirigeant [le territoire] sous le ciel ») ou Yamato ōkimi (大和大王/大君, « Grand roi du Yamato »). Les textes chinois le nommaient alors « Roi des Wa » (倭王, 倭国王, 大倭王 : waō, wakokuō, daiwaō).
Il a existé en japonais plusieurs appellations respectueuses pour l'empereur, employées à diverses époques et dans différentes circonstances (par les ministres, par l'empereur lui-même, lors des cérémonies religieuses, etc.), mais beaucoup n'existaient que sous forme écrite et se lisaient toutes Sumemima no mikoto ou Sumera mikoto, « sublime souverain qui règne au-dessus des nuages ». Mikado (御門/帝), littéralement « sublime porte », désignant à l'origine le palais impérial, fut adopté par métonymie pour désigner la fonction impériale (comme l'Élysée désigne la fonction présidentielle en France) aux époques Heian et Edo.
L'appellation la plus usitée de nos jours est Tennō (天皇), « empereur céleste ». Elle apparaît au Japon au VIIe siècle sous le règne de l'empereur Tenji (r. 661 – 672) ou Temmu (r. 672 – 686). On pense généralement que les souverains japonais se sont inspirés de leur homologue chinois Tang Gaozong (r. 628 – 683), qui s'était paré de cette appellation à l'origine réservée à des dieux du taoïsme, religion officielle de la famille impériale chinoise. Certains, cependant, pensent que le terme est d'origine japonaise et reflète l'origine divine des empereurs. Il est par la suite utilisé en alternance avec Kōtei (皇帝), titre habituel des empereurs de Chine depuis Qin Shihuangdi (prononcé Shikōtei, en japonais, soit le Premier Empereur de Chine), préféré dans les documents diplomatiques. Désigné comme appellation officielle par la constitution Meiji, Tennō ne remplace entièrement Kōtei dans les documents officiels qu'à partir de 1936.
L'empereur régnant est généralement appelé Tennō Heika (天皇陛下, « Sa Majesté l'Empereur ») ou Kinjō Heika (今上陛下, « majesté présente »). Les empereurs défunts sont nommés du nom de leur ère : Shōwa Tennō (昭和天皇, « empereur Shōwa ») pour Hirohito ; après son décès, Akihito sera connu comme l'« empereur Heisei » ou Heisei Tennō (平成天皇). Le terme Teiō (帝王), littéralement « empereur-roi », est utilisé pour les empereurs étrangers.

## Aperçu historique et rôle impérial

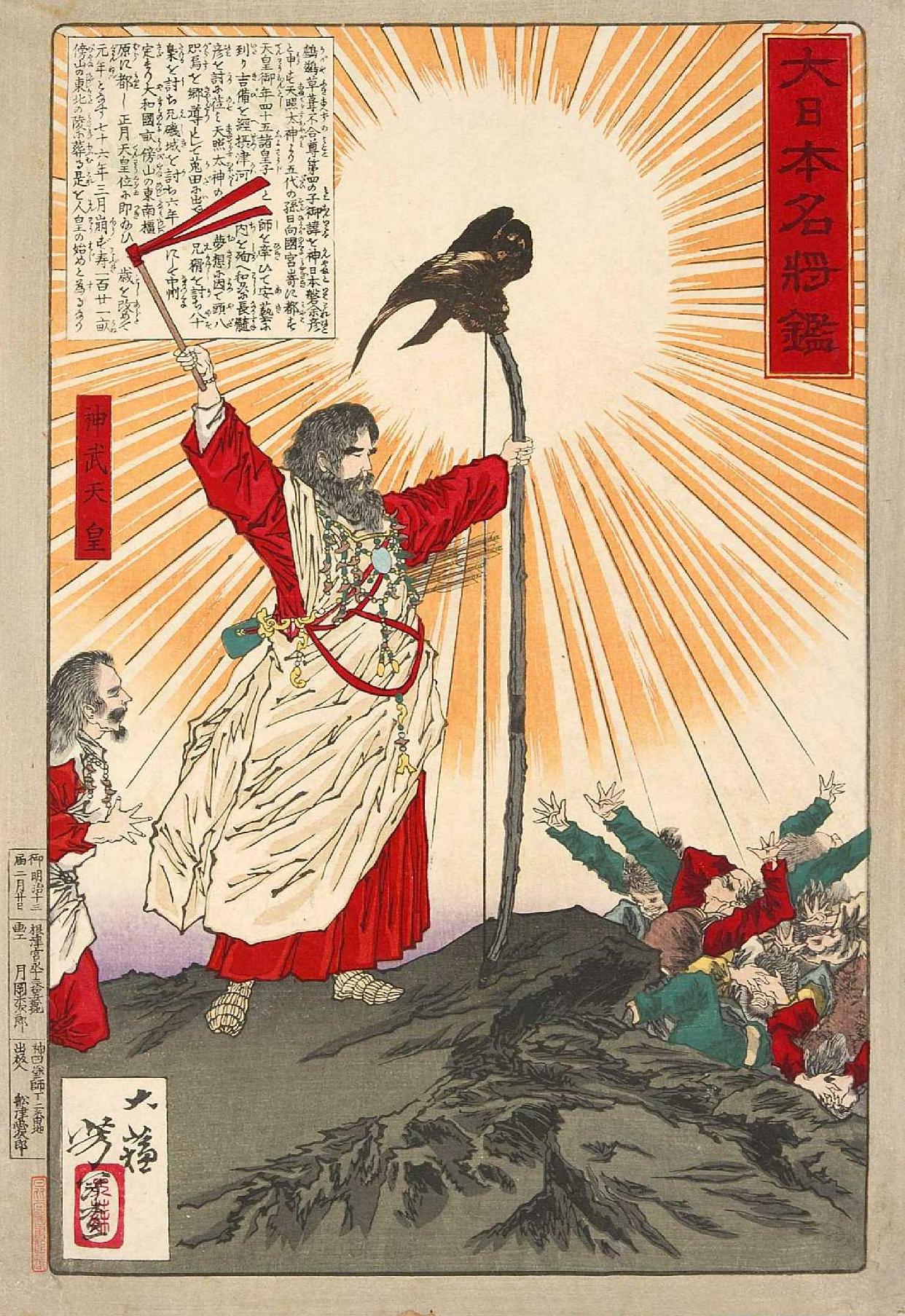
L'empereur Jinmu, fondateur mythique de l'empire japonais, représenté par Tsukioka Yoshitoshi (1839-1892).

### Historique des termes désignant le souverain du Japon
Les dynastes Wa de l'époque des kofun, les premiers chefs de l'État du Yamato, des IVe et Ve siècles, portaient le titre de daiō, lu aussi ōkimi, « grands princes, rois ». C'est après que les princes du Yamato eurent montré leur supériorité, puis sous l'influence de la Chine et de l'élaboration du régime des codes, à époque de Nara, que le titre de daiō fut abandonné pour celui de tennō. Le terme tennō, pour cette époque, correspondrait à « souverain » (comme dans tennō tentei, « souverain céleste ») , plutôt que « empereur », dont les connotations occidentales dues à l'ère Meiji seraient, ici, déplacées. L'apparition du terme tennō est débattue, mais, si certains la situent au début du VIIe siècle, celle qui est la plus accréditée est en rapport avec « le renforcement de la monarchie, consécutif à la victoire de Temmu tennō lors des troubles de l'année Jinshin, donc après 672 ». Ce terme ne fait l'objet d'une définition juridique qu'avec la restauration de Meiji.

### Lignée impériale
Il n'y a pas de documents précis antérieurs aux deux livres historiques, Kojiki et Nihon shoki, achevés en 712 et en 720 qui exposent la fondation mythologique du Japon et l'origine du premier empereur, Jinmu (660 av. J.-C.). Selon ces sources, Jinmu descend de la déesse japonaise Amaterasu (divinité du Soleil), les deux étant séparés par cinq générations. Les expressions « demi-dieu » et « dieu vivant » pour désigner l'empereur japonais y trouvent leur origine.
Depuis le premier empereur Jinmu (660 av. J.-C.) la même famille impériale règne sur le Japon (« lignée impériale » japonaise ou kōtō). La succession au trône impérial est régie par le principe agnatique : quel que soit l'empereur considéré, la règle la plus importante est que si l'on remonte sa généalogie par la ligne paternelle (son père, puis le père de son père, etc.) on arrive nécessairement au premier empereur Jinmu. Pour cette raison, tous les empereurs japonais sont en ligne « directe » avec l'empereur primordial selon un principe unique et inviolé, d'après la mythologie, depuis plus de vingt-six siècles. Il est impossible de prouver historiquement la véracité de ce récit sur l'ensemble de la période, l'époque pré-Jinmu et les premiers empereurs relevant du domaine de la légende, mais la force de ce principe n'en est pas diminuée, car celui-ci ne souffre aucune exception démontrée pour la période historique connue (plus de quinze siècles).
La « lignée impériale » ne se réduit donc pas à la série des empereurs ayant régné, faisant de la monarchie japonaise un objet tout à fait unique, non seulement dans le contexte culturel japonais, mais plus généralement en comparaison notamment avec les monarchies européennes, et ce pour au moins trois raisons principales. Primo, le lien mythologique avec la création du Japon, comme territoire (création par le père d'Amaterasu, le dieu Izanagi et sa compagne Izanami) puis comme empire (Jinmu, descendant d'Amaterasu). Secundo, l'unicité du principe primordial de succession à travers toutes les époques. Tertio, la remarquable longueur de la lignée (ininterrompue à ce jour[Quand ?]). Ce système contribue en particulier à la stabilité de la société, aucune révolution ne changeant ou abolissant la monarchie n'ayant de fait éclaté au Japon. Par contraste, en Europe, le roi était traditionnellement celui qui dominait un pays, c'est-à-dire le vainqueur de la guerre ; la monarchie et la famille régnante ont subi des changements relativement fréquents. Comme la lignée impériale nipponne est unique, les empereurs n'ont pas de nom de famille.
Dans un monde en perpétuelle évolution, la « lignée impériale » préservée jusqu'à nos jours est donc d'une grande valeur symbolique pour le Japon. La volonté farouche de nombre de Japonais de préserver intacte cette valeur — c'est-à-dire au minimum ne pas changer la règle primordiale de succession — n'a a priori aucun lien avec une question de misogynie. Le plus grand obstacle est en effet la question de la succession de cette impératrice potentielle, car si le principe agnatique est ignoré ne serait-ce qu'une fois, la « lignée impériale » telle qu'elle a toujours été définie s'en trouverait interrompue à jamais. Bien qu'il y ait eu quelques impératrices, au sens de Tennō et non au sens d'épouse de Tennō, cela ne crée pas d'exceptions au principe premier de succession vu ci-dessus, car une exception aurait été créée si et seulement si les fils ou filles de ces impératrices nés de pères extérieurs à la lignée impériale étaient devenus empereurs, ce qui ne fut jamais le cas.
Le rôle impérial suit donc deux axes majeurs : dimension ethnique (incluant l'aspect shintoïste) et dimension constitutionnelle. Tout d'abord, l'empereur symbolise tout autant la nation japonaise (le peuple et sa culture) en incarnant la « lignée impériale » qui fait le lien, grâce à sa constance, entre toutes les époques traversées par cette nation (cf. section détaillée). Il est lui-même le prêtre suprême du shinto (religion qui se fonde notamment sur la mythologie japonaise) et il personnifie ainsi des aspects divins (cf. section détaillée). Il symbolise d'autre part l'État du Japon, au sens de représentant de plus haut niveau, comme le Président de la république italienne ; il s'agit d'un rôle dont les modalités sont définies constitutionnellement (cf. section détaillée).

### L'empereur comme symbole étatique
Certaines dates et des détails de l'histoire des empereurs font l'objet de controverses parmi les historiens japonais. Les quinze premiers souverains (dont une impératrice régente) sont considérés comme légendaires, et d'autres sont morts à un si jeune âge qu'ils peuvent difficilement avoir réellement gouverné. Néanmoins, les dates de règne de la liste complète restent la référence standard pour la détermination des ères de l'histoire japonaise (en japonais -yo).
L'empereur Ōjin (r. 270-310) serait le premier à avoir eu une existence réelle, mais la famille impériale actuelle remonterait[réf. nécessaire] à l'empereur Keitai (r. 507-531), probablement fondateur d'une nouvelle dynastie plutôt qu'héritier de ses prédécesseurs. L'autorisation d'explorer partiellement les tumulus impériaux funéraires a été accordée en 2007 par l'Agence de la Famille impériale. Outre le respect dû aux ancêtres impériaux, raison avancée jusqu'ici pour refuser les recherches archéologiques, beaucoup soupçonnent la crainte de découvrir que certains occupants ne sont pas des empereurs, ou que des éléments pointent en direction d'une origine coréenne de la lignée, hypothèse d'ailleurs proposée depuis longtemps et envisagée ouvertement par l'empereur Akihito lors d'une déclaration.

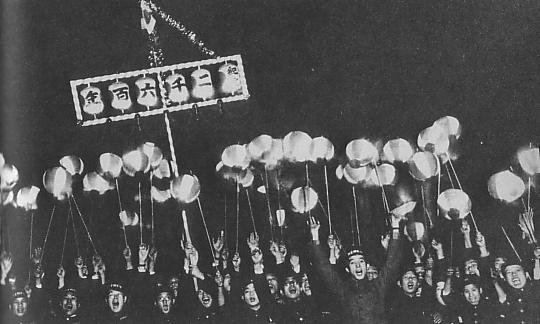
Célébrations en novembre 1940 pour le 2600e anniversaire de la fondation mythique de l'empire du Japon par l'empereur Jinmu.

Les premiers empereurs historiques, souverains du Yamato, exerçaient leur pouvoir sur un domaine limité (nord de Kyūshū et sud-ouest de Honshū), qui s'est étendu progressivement vers le sud-ouest et le nord-est. Les territoires de Kyūshū et Honshū ne furent totalement dominés qu'au IXe siècle.
L'empereur du Japon subissait généralement la pression des familles alliées, dont les plus importantes furent Soga (530-645), Fujiwara (850-1070), Taira, Minamoto (1192-1331), Ashikaga (1336-1565) et Tokugawa (1603-1867). Certains souverains se retirèrent dans un monastère pour y échapper, continuant d'exercer une forte influence et maintenant leur successeur officiel dans leur dépendance. Ce stratagème n'évitait pas toujours les conflits, comme le montre la rébellion de Hōgen (1156). Néanmoins, la fonction impériale ne fut jamais officiellement usurpée ni remise en cause ; les shoguns étaient ainsi officiellement investis par l'empereur. Il semble que cette fonction ait dès l'origine été surtout religieuse et symbolique, nonobstant l'existence d'empereurs forts. Dans leurs descriptions de l'empire du Soleil levant, Portugais et Espagnols comparaient les positions respectives de l'empereur et du shogun à celles du pape et de l'empereur du Saint-Empire.

### L'empereur, tête de la religion shintoïste
Jusqu'à l'ère Meiji (1868), le bouddhisme était la foi des empereurs, malgré leurs liens avec le shinto. Du Moyen Âge à l'époque moderne (1185-1868), on observe un syncrétisme shinto-bouddhiste (shinbutsu shūgō), les deux religions devenant indissociables l'une de l'autre. Au début de l'ère Meiji, le bouddhisme et le shinto sont séparés (shinbutsu bunri). L'autel bouddhiste de la famille impériale (okurodo), situé au sein du palais (alors à Kyoto), est notamment transféré au Sennyū-ji, le temple mortuaire de la maison impériale. Le gouvernement souhaite ainsi rétablir le pouvoir de l'empereur, et promouvoir l'établissement d'une nation axée autour du shintoïsme, le différenciant des autres religions.
Depuis l'époque Meiji, le premier rôle principal de l'empereur du Japon est d'être le prêtre suprême du shintoïsme. Il organise plus de vingt cérémonies religieuses par an dans les temples qui se trouvent au palais impérial. Ces trois temples impériaux (宮中三殿, kyūchū sanden) sont Kashikodokoro (temple pour Amaterasu, déesse de la famille impériale), Kōreiden (temple des empereurs antécédents et des membres défunts de la famille impériale) et Shinden (temple pour tous les dieux du Japon). Depuis la fin de la Seconde Guerre mondiale et la promulgation de la nouvelle Constitution du Japon, ces cérémonies ont cependant perdu leur caractère officiel, et sont considérées comme des actions privées de la famille impériale.
Les cérémonies annuelles célébrées par l'empereur du Japon sont :
- le 1er janvier :
  - Shihōhai (四方拝?), l'empereur prie de bon matin les dieux du Japon pour le bonheur du peuple japonais
  - Saitansai (歳旦祭?), cérémonie qui a lieu de bon matin dans les temples
- le 3 janvier : Genshisai (元始祭?), cérémonie pour célébrer l'histoire de l'empereur japonais et pour prier pour le développement du Japon
- le 4 janvier : Sōjihajime (奏事始?), le shōtencho (chef des prêtres du palais) fait part à l’empereur de la liste des cérémonies qui se tiendront dans l’année au palais impérial et au sanctuaire d’Ise
- le 7 janvier : Shōwa tennō sai (昭和天皇祭?), cérémonie pour rendre hommage à l'empereur Showa dans le temple Kōreiden
- le 30 janvier : Kōmei tennō reisai (孝明天皇例祭?), cérémonie pour rendre hommage à l'empereur Kōmei
- le 17 février : Kinensai (祈年祭?), cérémonie pour demander aux dieux une bonne récolte
- jour de l'équinoxe :
  - Shunkikōreisai (春季皇霊祭?), cérémonie pour rendre hommage aux empereurs antérieurs dans le temple Kōreiden
  - Shunkisindensai (春季神殿祭?), cérémonie de remerciement aux dieux japonais
- le 3 avril :
  - Jinmu tennō sai (神武天皇祭?), cérémonie pour rendre hommage à l'empereur Jinmu (premier empereur du Japon)
  - Kōreiden mikagura (皇霊殿御神楽?), la nuit de Jinmu tennō sai, on organise mikagura (rite de shintoïsme avec danse et musique)
- le 16 juin : Kōjun kōgo reisai (香淳皇后例祭?), cérémonie pour rendre hommage à l'impératrice Kōjun dans le temple Kōreiden
- le 30 juin :
  - Yōri (節折?), cérémonie pour purifier l'empereur
  - Ōharai (大祓?), cérémonie pour purifier les membres de la famille impériale et le peuple devant le temple Shinkaden
- le 30 juillet : Meiji Tenno reisai (明治天皇例祭?), cérémonie pour rendre hommage à l'empereur Meiji.
- jour de l'équinoxe d'automne :
  - Shūkikōreisai (秋季皇霊祭?), cérémonie pour rendre hommage aux empereurs antérieurs dans le temple Kōreiden
  - Shūkisindensai (秋季神殿祭?), cérémonie de remerciement aux dieux japonais
- le 17 octobre : Kannamesai (神嘗祭?), cérémonie de remerciement aux dieux japonais en offrant du riz dans le temple Kashikodokoro.
- le 23 novembre : Niinamesai (新嘗祭?), cérémonie de remerciement aux dieux japonais en offrant du riz que l'empereur récolte, et l'empereur en mange. Il s'agit de la cérémonie la plus importante de l'année. Ce riz est cultivé par l'empereur
- mi-décembre : Kashikodokoro mikagura (賢所御神楽?), la nuit de Niinamesai, on organise mikagura (rite avec danse et musique) pour apaiser les dieux dans le temple Kashikodokoro
- le 23 décembre : Tenchosai (天長祭?), cérémonie qui a lieu dans les temples pour célébrer l'anniversaire de l'empereur régnant
- le 25 décembre : Taisho Tennō reisai (大正天皇例祭?), cérémonie pour rendre hommage à l'empereur Taisho
- le 31 décembre :
  - Yōri (節折?), cérémonie pour purifier l'empereur
  - Ōharai (大祓?), cérémonie pour purifier les membres de la famille impériale et le peuple devant le temple Shinkaden

Les cérémonies essentielles comme Shihōhai remontent au VIIIe siècle, époque de Heian. Or, l'empereur du Japon est très religieux et traditionnel comme tête du shintoïsme. Sa vie se base sur le shintoïsme.

### L'empereur comme chef d'État

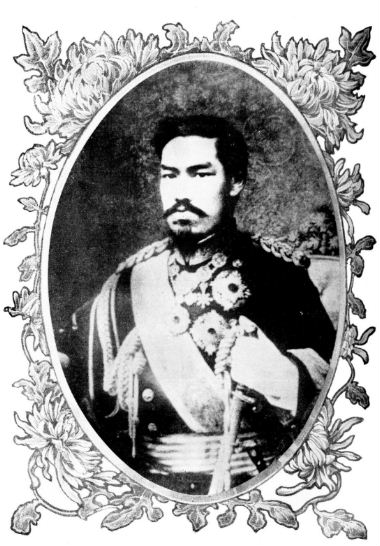
L'empereur Meiji.

Avec la refonte des institutions en 1868 sous l'ère Meiji, le shinto devint une religion d'État pour l'empire du Japon : le Kokka shinto (国家神道, shinto d'État). L'empereur du Japon, descendant de la déesse Amaterasu et désormais chef de l'État et commandant suprême de la Marine et de l'Armée, fut l'objet d'un véritable culte. En 1889, fut établi un sanctuaire dédié à l'empereur Jinmu, le fondateur mythique de la dynastie. Ce sanctuaire porte le nom de Kashihara-jingū (橿原神宮).
La restauration de Meiji (1868) mit théoriquement fin au système féodal en plaçant la terre et la population directement sous juridiction impériale, tout en instaurant un régime représentatif. Néanmoins, le Conseil extra-gouvernemental des genro « pères du pays », composé de membres de factions ayant soutenu la Restauration, exerça une importante influence dès le règne de l'empereur Meiji, et la mauvaise santé de son successeur l'empereur Taishō permit aux chefs de l'Armée et de la marine impériale japonaise d'entreprendre une prise en main du pouvoir.

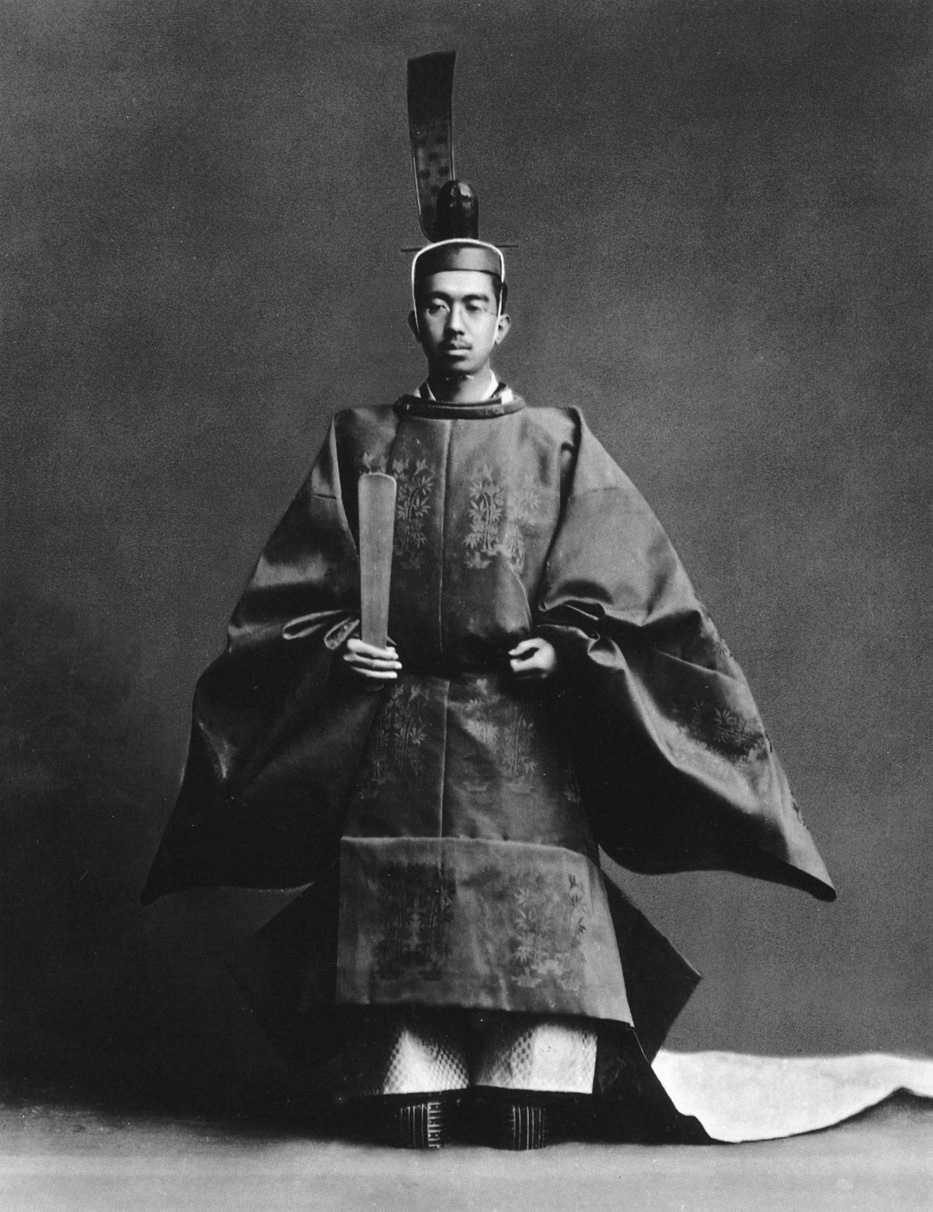
L'empereur Hirohito revêtu de sa tenue de chef du culte de shinto d'État.

Le rôle de l'empereur devint toutefois prédominant sous l'ère Showa, et notamment lors de la constitution du quartier général impérial en 1937. Déjà chef de l'État et « commandant suprême de l'Armée et de la Marine » en vertu de la constitution, Hirohito devint le commandant d'une structure militaire indépendante du gouvernement et du conseil des ministres et composée essentiellement des représentants de l'Armée et de la Marine.
Le Kokka shinto prit une importance primordiale lors de l'expansionnisme du Japon durant l'ère Showa. En tant que Commandant officiel du quartier général impérial à compter de 1937, l'empereur Shōwa était considéré comme la pierre d'assise du hakkō ichiu (八紘一宇), la « réunion des huit coins du monde sous un seul toit ». Il fut ainsi instrumentalisé pour justifier l'expansionnisme et la militarisation auprès de la population japonaise. La manifestation tangible qui faisait de l'empereur le représentant des dieux était les insignes impériaux.
Parmi les partisans les plus notables de cette doctrine, on compte le prince Kotohito Kan'in, chef d'état-major de l'armée impériale japonaise et le Premier ministre Kuniaki Koiso.
En 1945, le commandant suprême des forces alliées imposa une révision de la constitution, abolissant par le fait même les pouvoirs de l'empereur et le Kokka shinto.

## Rôle actuel

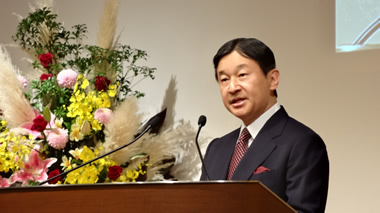
L'empereur actuel, Naruhito.

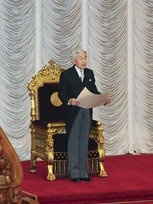
L'empereur Akihito proclame l'ouverture d'une session de la Diète, en janvier 2011.

Par la constitution de 1889, l'empereur avait déjà transféré une grande partie de ses anciens pouvoirs de monarque absolu aux représentants du peuple. Son rôle actuel est défini dans le chapitre I de la Constitution de 1946 : l'article premier le définit comme le symbole de l'État et de l'unité du peuple japonais ; l'article 3 dispose que pour toutes ses actions concernant les affaires d'État, l'autorisation du cabinet est nécessaire ; l'article 4 précise qu'il n'est pas compétent en matière de gouvernement ; l'article 6 lui donne le pouvoir d'accréditer le Premier ministre et le chef de la cour suprême (nommés respectivement par la diète et le cabinet) ; l'article 7 lui donne le pouvoir d'agir en chef de l'État avec l'approbation du cabinet. Contrairement à la plupart des monarchies constitutionnelles, l'empereur du Japon n'a donc aucun pouvoir réservé mais se retrouve dans une situation proche de celle du roi de Suède. Il remplit la plupart des rôles d'un chef d'État et les puissances étrangères (les accréditations diplomatiques lui sont présentées par les ambassadeurs étrangers par exemple) le reconnaissent comme tel. Il existe au Japon une controverse récurrente concernant la façon dont l'empereur doit être envisagé : chef de l'État, ou personne agissant comme chef de l'État.
Des tentatives des forces conservatrices dans les années 1950 pour amender la constitution afin de désigner clairement l'empereur comme chef de l'État furent rejetées. La restauration du statut de chef d'État de droit divin figure parmi les objectifs clairement affirmés par Nippon Kaigi, le principal lobby révisionniste japonais[réf. nécessaire].

## Alliances

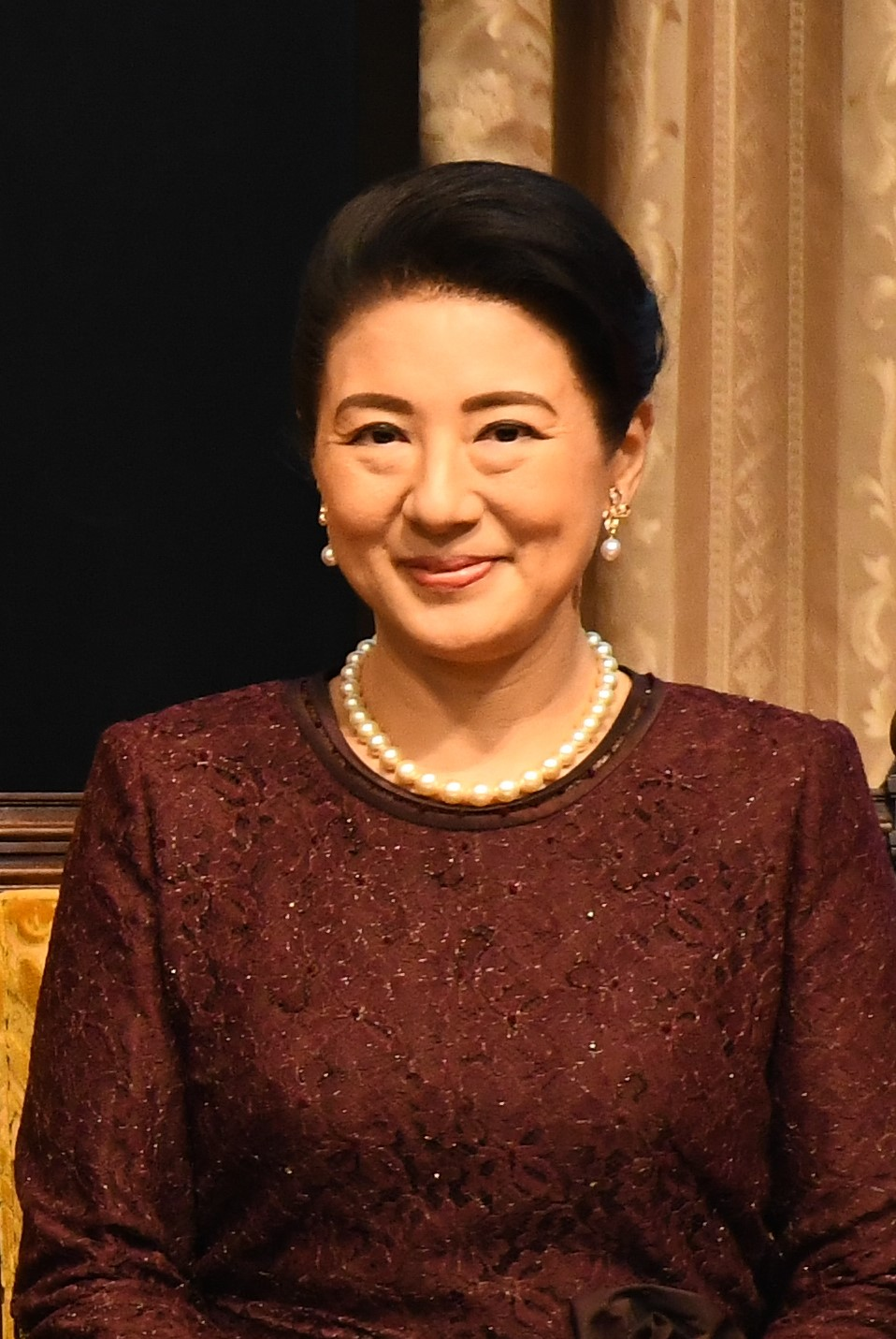
L'impératrice Masako.

Les souverains précédant l'empereur Taishō (1912-1926) avaient plusieurs épouses et concubines d'origine noble, dont en principe une (ou plus rarement deux) impératrice en titre. Le choix de ces femmes ainsi que leur rang étaient déterminés selon leur famille de naissance. Il semble qu'à l'origine les impératrices provenaient du clan impérial lui-même. Par la suite, elles furent le plus souvent choisies dans le clan allié le plus puissant, qui fut tout d'abord les Soga aux VIe – VIIe siècles. Le relais fut pris au début du VIIIe siècle (empereur Shomu) par les Fujiwara. L'habitude de choisir l'impératrice dans le clan impérial ou le principal clan allié faisait qu'une relation consanguine existait entre les conjoints impériaux, très rapprochée parfois, surtout dans les premiers siècles (demi-frère et sœur ou oncle et nièce). Le beau-père de l'empereur, qui était souvent son oncle maternel, exerçait un pouvoir important. Les Fujiwara, en particulier, s'attribuèrent de façon héréditaire les positions de régents (sesshō et kanpaku) et dominèrent la politique durant la période Heian (794-1185). Fujiwara no Michinaga (966-1027), pour assurer son pouvoir, fit créer une deuxième position d'impératrice : Chūgū (中宮, littéralement « palais du Centre » ou « maison du Centre », terme désignant à l'origine la partie du complexe palatal impérial où résidaient les impératrices consort et douairières) pour sa fille Shosi, égale à la position de kogo (皇后) détenue par Teishi, fille de son frère aîné Fujiwara no Michitaka. Même après l'ascension des shoguns Minamoto, Taira et Ashikaga, les cinq branches principales du clan Fujiwara (Ichijo, Kujo, Nijo, Konoe et Takatsukasa) continuèrent de fournir l'essentiel des impératrices. Ce fait fut entériné officiellement lors de la restauration de Meiji (1889) ; les filles des cinq grandes branches Fujiwara et du clan impérial furent désignées comme les seules aptes à accéder au statut d'impératrice. La dernière impératrice Fujiwara fut Teimei, épouse de Taisho. L'impératrice Kojun, femme de Hirohito, venait du clan impérial ; son fils Akihito fut le premier à épouser une femme qui ne venait pas de la noblesse (impératrice Michiko).
Les impératrices régnantes ou régentes étaient en général mises en place par la principale famille alliée pour protéger ses intérêts en l'absence d'un héritier mâle lié au clan, ou en cas de conflit insoluble entre deux prétendants. Durant leur règne, elles restèrent célibataires, à moins qu'elles ne soient arrivées ou revenues au pouvoir déjà veuves. La question du choix d'un empereur consort ne s'est donc jamais posée.

## Succession

### Autrefois
Selon l'historiographie traditionnelle, le titre d'empereur du Japon est toujours resté dans le même clan patrilinéaire (lignée Yamato) depuis les débuts légendaires de la dynastie au VIIe siècle av. J.-C. Même si ce n'est pas la réalité, il est en tout cas vraisemblable que depuis le premier empereur historique (fin du IIIe siècle), les souverains successifs ont maintenu entre eux d'authentiques liens de consanguinité, d'autant plus que les épouses et concubines impériales étaient généralement issues d'un nombre limité de familles ; même Keitai (450-531), qui semble être venu d'un clan différent de celui de ses prédécesseurs, leur était apparenté par les femmes.
Le Trône du chrysanthème se transmettait selon le principe patrilinéaire, mais avec une certaine souplesse. Contrairement à la monarchie française, aucun ordre rigoureux de succession ne semble avoir été imposé, la transmission pouvant se faire de frère à frère aussi bien que de père à fils, avec dans ce dernier cas priorité aux fils de l'impératrice en titre, mais également possibilité d'adopter le fils d'un autre membre masculin de la famille. À l'époque de l'empereur Go-Saga (1220-1272), une alternance de la fonction impériale fut instaurée entre deux branches collatérales issues de deux princes impériaux. Le système finit mal, donnant lieu à l'apparition de deux empereurs rivaux, un du nord et un du sud. À partir du XVIe siècle, la transmission du trône au fils aîné est devenu le mode le plus habituel, sans pour autant être une obligation officielle. Il était également possible à une princesse impériale de monter sur le trône, mais pas de le transmettre, c'est pourquoi les impératrices régnantes furent en général nommées en attente d'un candidat masculin valable et restèrent célibataires, à moins qu'elles ne soient déjà veuves. De nombreux empereurs abdiquèrent après quelque dix années de règne, soit pour diriger dans les coulisses, soit pour jouir d'une retraite confortable. La fonction impériale, à l'origine fortement religieuse, avait des aspects rituels très contraignants peu favorables à l'exercice effectif du pouvoir.

### Depuis Meiji

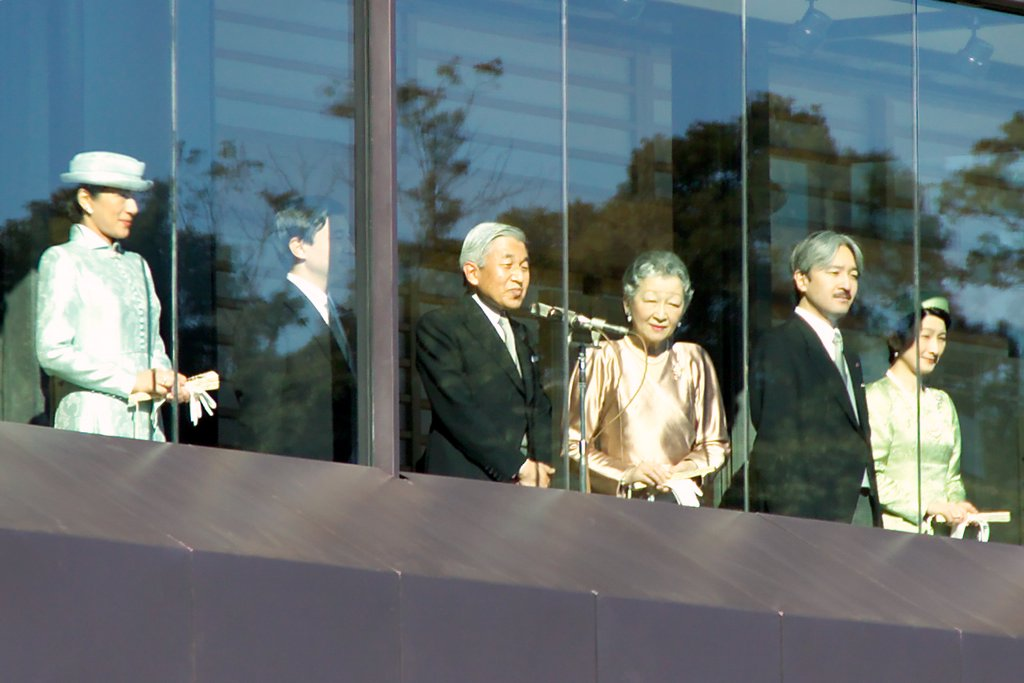
De g. à d. : la princesse Masako et son époux le prince héritier Naruhito, l'empereur Akihito et l'impératrice Michiko, le prince et la princesse Akishino, pour les 72 ans de l'empereur, en 2005.

La constitution de 1889 interdit formellement que le trône soit occupé par une femme. La loi sur la famille impériale précisa que les fils de l'empereur prenaient le pas sur ses frères et ses neveux dans la succession ; si l'empereur n'avait pas de fils, le trône passait à la branche collatérale la plus proche. L'empereur était autorisé à prendre une ou plusieurs concubines si nécessaire, ce que fera d'ailleurs l'empereur Meiji, l'impératrice étant stérile. En 1947, l'interdiction des femmes sur le trône fut maintenue et la taille de la famille impériale réduite aux descendants de l'empereur Taisho. Seuls les fils biologiques légitimes peuvent hériter du trône, excluant le recours aux adoptions et aux concubines.
À partir de la naissance en 2001 de la princesse Aiko, fille de l'actuel empereur Naruhito, un débat s'est élevé au Japon concernant la pertinence de soumettre à la Diète une proposition de révision des lois de succession visant à autoriser l'accession des femmes au Trône du chrysanthème. La réduction drastique du nombre de branches collatérales autorisées à hériter, associée à la stricte monogamie, peut en effet mener à une totale absence d'héritier mâle. Ainsi, le frère cadet de Naruhito, Akishino, avait à l'époque deux filles ; les trois autres héritiers possibles, frère ou cousins de Akihito, déjà quinqua ou sexagénaires, étaient aussi sans descendance mâle. En janvier 2005, le premier ministre Jun'ichirō Koizumi mit en place une commission composée de juges, d'universitaires et de cadres de l'administration pour étudier les changements possibles aux règles de succession et proposer des recommandations à cet égard. Le 25 octobre 2005, l'ouverture du trône aux femmes fut recommandée et en janvier 2006, Koizumi promit d'entreprendre un changement législatif, mais la venue au monde cette même année du prince Hisahito a suspendu ce projet, que le premier ministre Shinzō Abe a déclaré officiellement abandonné en janvier 2007.

## Nécropole impériale

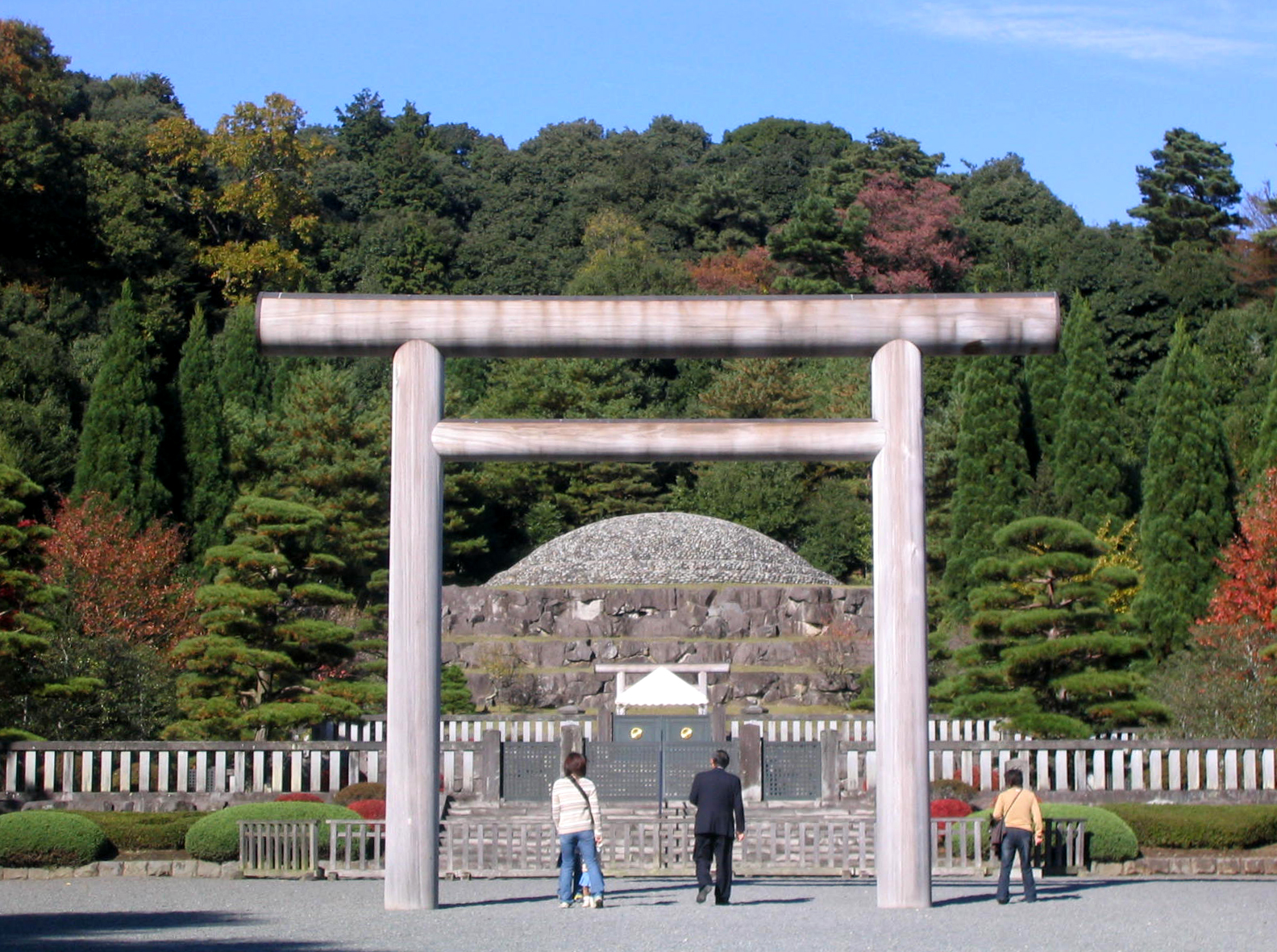
Le Musashino-no-Misasagi, mausolée de l'empereur Shōwa, au cimetière impérial Musashi.

Tous les empereurs et impératrices, depuis l'empereur Taishō en 1926, ont été inhumés dans un vaste complexe funéraire situé dans la ville d'Hachiōji à l'ouest de Tokyo, et généralement appelé « Cimetière impérial Musashi » (武蔵 陵墓地, Musashi Ryōbochi) depuis 1990. Le terme de Musashi (武蔵) renvoie à l'ancienne Province de Musashi, qui comprenait, entre autres, l'actuel territoire de la préfecture de Tokyo.
Cette nécropole était à l'origine, à la suite de sa création en 1927, et jusqu'en 1990, désignée sous le terme de Mausolée impérial Tama (多摩 御陵, Tama Goryō), la ville d'Hachiōji faisant partie de la zone géographique appelée aire de Tama qui consiste en la partie occidentale de la préfecture de Tokyo, non comprise donc dans les 23 arrondissements tokyoïtes. Il comprend :
- Tama-no-misasagi (多摩 陵?), ou mausolée de Tama, sépulture de l'empereur Taishō depuis le 7 février 1927, et le Tama-no-Higashi-no-Misasagi (多摩 東 陵?) ou mausolée de l'Est de Tama (le terme de higashi, ou est, qualifiant les mausolées de toutes les épouses des empereurs), sépulture de l'impératrice Teimei depuis 1951.
- Musashino-no-Misasagi (武蔵野 陵?), ou mausolée de Musashino, sépulture de l'empereur Shōwa depuis le 24 février 1989, et le Musashino-no-Higashi-no-Misasagi (武蔵野 東 陵?), ou mausolée de l'Est de Musashino, sépulture de l'impératrice Kōjun depuis le 25 juillet 2000. Le terme de Musashino (武蔵野?), ou plaine de Musashi, est le nom donné également à la plaine qui s'étend sur une large partie de l'ouest de la préfecture de Tokyo.